# Trechus markakolensis
Trechus markakolensis is een keversoort uit de familie van de loopkevers (Carabidae). De wetenschappelijke naam van de soort is voor het eerst geldig gepubliceerd in 1999 door Belousov et Kabak.